# 橫洲二聖宮

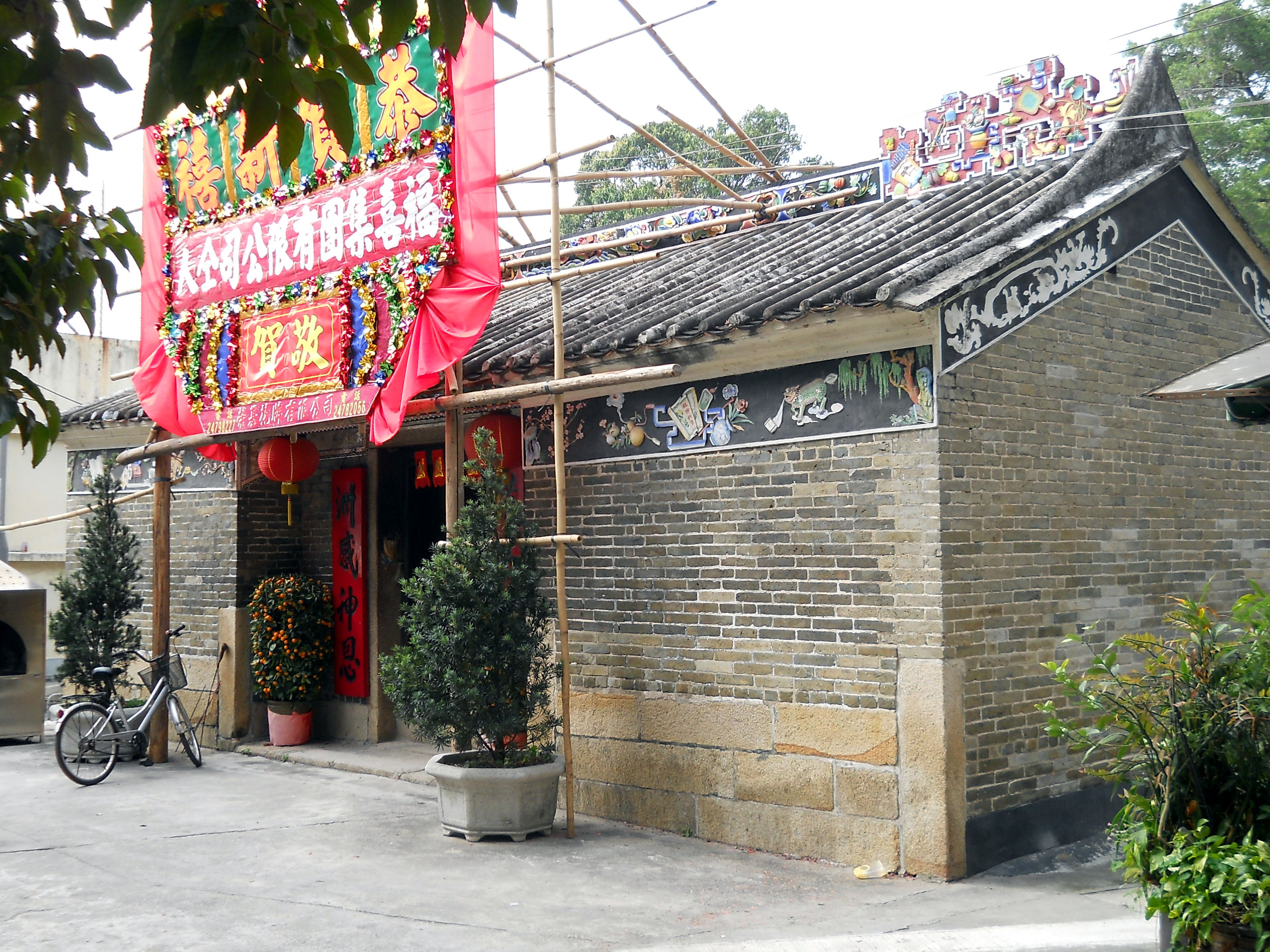
橫洲二聖宮外觀

二聖宮是坐落於香港新界元朗區橫洲東頭圍的一座廟宇，大約於康熙五十七年（1718年）由當地村民合資建成，供奉洪聖和車公，於1996年被列為法定古蹟。

## 歷史
二聖宮坐落於元朗橫洲，該區為一雜姓村，廟宇大約於康熙五十七年由「橫洲六村」（西頭圍、東頭圍、林屋村、忠心圍、福慶村及楊屋村）村民合資建成，廟內有一口康熙戊戌年鑄造的古鐘，因而推定此廟建於此年。供奉的「二聖」是洪聖爺和車公元帥，分別是南海的守護神和驅除瘟疫之神。

## 建築
二聖宮為一所傳統三開間兩進一院式青磚建築，正面凹斗式，廟額白底黑字「二聖宮」，廟聯「橫沾聖德 洲感神恩」嵌有地名「橫洲」二字。內有一天井，兩旁各有一間廂房，左面廂房鑲有「橫洲籌備重修二聖委員會」玉照及相關碑記。

## 復修
二聖宮曾於1970－80年代進行修葺工程，大致保持原有特色。1996年被列為法定古蹟後由香港賽馬會資助進行全面維修。